# Mayhem (videogioco 1983)
Mayhem è un videogioco a piattaforme pubblicato nel 1983-1985 per gli home computer Amstrad CPC, Commodore 16, Commodore 64, MSX e Tatung Einstein, principalmente dalla società britannica Mr. Micro Ltd. La prima versione, quella per Commodore 64, fu sviluppata da David Whittaker. Venne ripubblicato anche come Tribble Trouble, o Tribbles nella schermata introduttiva per C64, un probabile riferimento non ufficiale alla puntata Animaletti pericolosi (The Trouble with Tribbles) della serie televisiva Star Trek (come avvenne anche per Tribble Trubble, un gioco non correlato per ZX Spectrum). Il giocatore deve infatti recuperare i Tribble, o Blibble in alcune versioni, creaturine innocue che si aggirano fuori controllo all'interno di un'astronave da carico, prima che si facciano male.

## Modalità di gioco
Il gioco si svolge su una schermata fissa bidimensionale che rappresenta le apparecchiature interne dell'astronave, con piattaforme disposte caoticamente e collegate da ascensori e tubature di sfondo. I Tribble, fuggiti dal loro alloggio, entrano in scena uno alla volta da una porta in basso e cominciano a vagare per lo schermo. Il pericolo è costituito da un dispositivo teletrasportatore dell'astronave, che se viene raggiunto dal Tribble lo disintegra. La partita termina se si perdono troppi Tribble.
Il giocatore controlla uno "scanner", ovvero una specie di mirino che può muovere su tutto lo schermo; con lo scanner può afferrare e trascinare ovunque una piccola gabbia, e se il Tribble passa sulla gabbia posizionata, questa può essere azionata per catturarlo. Il Tribble però può rompere lo scanner se lo tocca e la gabbia se non viene azionata in tempo. Appena il Tribble viene salvato oppure disintegrato, ne entra in gioco un altro al punto di partenza. Anche la gabbia e lo scanner distrutti ricompaiono ai rispettivi punti di partenza, illimitatamente.
Nei livelli successivi, strutturalmente tutti uguali, entrano in gioco anche una creatura fluttuante chiamata Wafoid e i robot di servizio difettosi. Entrambi possono rompere lo scanner e la gabbia, ma i robot si possono anche catturare con lo scanner se si preme il pulsante di fuoco al momento del contatto.
Le versioni Amstrad, MSX e Einstein, pubblicate per ultime (1985), hanno altre due fasi di gioco oltre a quella precedentemente descritta, che è la seconda di tre. Nella prima fase si controlla l'astronave vista dall'esterno e si devono prelevare in tempo i Tribble dalla superficie del loro pianeta morente, lanciando una bolla trasportatrice. Nella terza fase, sempre controllando l'astronave che fluttua nel cielo, si devono scaricare i Tribble su un nuovo pianeta verdeggiante, evitando il Wafoid.